# Vittorio Castellani (astrofisico)
Vittorio Castellani (Palermo, 13 marzo 1937 – Roma, 20 maggio 2006) è stato un astrofisico, speleologo e archeologo italiano.

## Biografia Scientifica

### Astronomia
Vittorio Castellani ha svolto studi su popolazioni stellari giovani, sul problema dei neutrini solari, sulla struttura dell'alone galattico e delle galassie nane.
Ha svolto il suo impegno nell'insegnamento in numerose sedi universitarie (Roma La Sapienza, Roma Tor Vergata, Pisa, Ferrara), formando un folto gruppo di ricercatori. Ha ricoperto vari incarichi direttivi e rappresentativi: è stato direttore dell'Istituto di Astrofisica Spaziale (oggi confluito nell'IAPS-INAF), dell'Osservatorio Astronomico di Teramo, dell'Istituto di Fisica dell'Università di Pisa, presidente del Gruppo nazionale di Astronomia del CNR, presidente della Società Astronomica Italiana, rappresentante per l'Italia presso l'Unione Astronomica Internazionale, membro del Concilio dello European Southern Observatory, membro dell'Accademia Nazionale dei Lincei.
Ha partecipato a due missioni in Antartide del Programma Nazionale di Ricerche in Antartide.
È autore di più di duecento articoli scientifici apparsi su riviste internazionali.

### Speleologia, Archeologia, Archeoastronomia

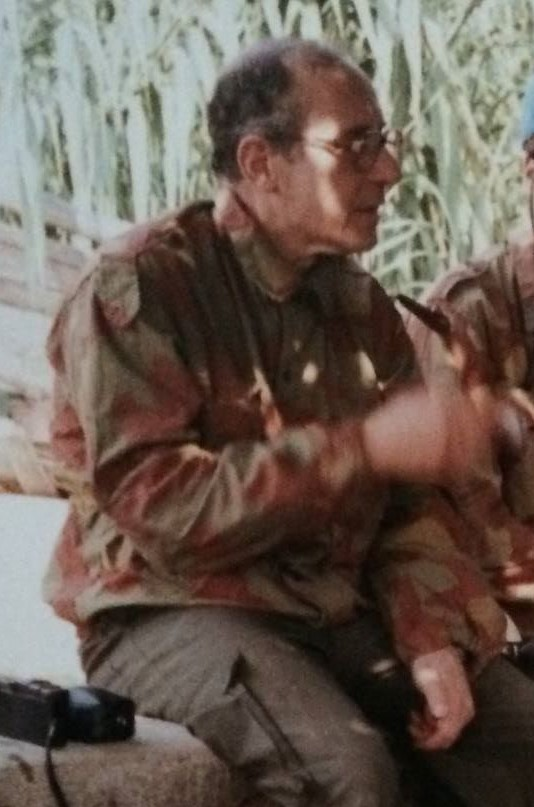
Vittorio Castellani all'uscita dell'emissario del Lago di Nemi

L'attività speleologica, che ha incluso ricerche subacquee, ha avuto spesso risvolti archeologici, quali ad esempio le missioni della Grotta dell'Orso di Sarteano; della complessa Grotta di Su Bentu (Sardegna); della spedizione speleologica internazionale "80 km Bajo Tierra" ad Ojo Guaregna (Spagna). Ha partecipato inoltre ad una missione dell'American Underwater Archeological Society nell'Italia meridionale, e al gruppo che individua il giacimento palafittico del Gran Carro nel Lago di Bolsena. Ha compiuto il superamento dei sifoni delle grotte di Pastena ed è stato membro della Sezione speleologica del Corpo Nazionale di Soccorso Alpino del CAI, e poi Responsabile del V Gruppo del Soccorso Alpino (Lazio, Abruzzo e Molise).
Dal 1979 al 1987 è stato presidente della Società Speleologica Italiana. Realizza e sperimenta in Italia e in Marocco un sistema di fotografia aerea per mezzo di palloni sonda.
Tra le ricerche internazionalmente riconosciute dei sistemi idraulici nel mondo antico, sia in Italia che all'estero, ha contribuito allo studio delle opere di drenaggio e bonifica, comprendenti i grandi emissari romani e pre-romani dell'Italia centrale, e in Grecia l'emissario del bacino di Copaide, probabile opera micenea del secondo millennio. Si è dedicato allo studio sugli Acquedotti di Palestrina, Isernia,  Gravina di Puglia, di Samo (Grecia); allo studio in Marocco e nell'oasi di Turpan (Xinjiang, Cina) del sistema dei karez e a Pantelleria allo studio delle cisterne puniche. Ha inoltre partecipato alla missione in Oman, e alla missione in Turkmenistan e Uzbekistan, per lo studio di sistemi irrigui da fiumi.
Più strettamente archeologiche le ricerche in Marocco sulle rovine di Sigilmassa (Sijil Massa), e in Turchia l'investigazione delle città sotterranee in Cappadocia e delle cavità presso l'antica capitale armena di Ani ( Roberto Bixio, Vittoria Caloi, Vittorio Castellani e Mauro Traverso, Ani 2004, British Archeologics Reports (BAR), 31 dicembre 2009,  p. 198, ISBN 978-1-4073-0424-3.).
In archeoastronomia, ha partecipato allo studio dell'orientamento di tumuli, necropoli (Sahara) ed edifici urbani, includendo riflessioni sulle relazioni tra uomo e cielo nel mondo antico.

## Opere

### Astrofisica

#### Libri
- Vittorio Castellani, Astrofisica Stellare, Bologna, Ed. Zanichelli, 1986,  p. 400, ISBN 88-7325-089-0. URL consultato il 7 aprile 2021 (archiviato dall'url originale il 21 dicembre 2012). (Il testo è reso disponibile online per volontà dell'Autore)
- Vittorio Castellani, Dieci miliardi di anni, Bologna, Ed. CLUEB, 1999,  p. 152, ISBN 978-88-491-1230-6.
- Vittorio Castellani, Introduzione all'astrofisica nucleare, Newton Compton, 1981,  p. 140.
- Vittorio Castellani e Pietro Giannone, Evoluzione stellare, Ed. Sistema Roma, 1981,  p. 220.

#### Contributi ad enciclopedie
- Evoluzione stellare, 1998, in Enciclopedia della Fisica.
- Il Sole e i sistemi estrasolari; La galassia e le galassie, 2002, in voce I Telescopi, Enciclopedia Rizzoli Larousse.
- Astrofisica, 2003, Enciclopedia del Novecento.

#### Riviste
- Solar Neutrinos: beyond the standard models, 1977, (con Degl'Innocenti S., Fiorentini G., Lissia M., Ricci B.), in Physics report, 281, 5&6.
- Stellar evolution and globular clusters, 1978, in D. Hanes and B. Madore (eds.) in Globular Clusters, Cambridge Univ. Press.
- L'evoluzione stellare, 1978, in Dove va la scienza? di Mario Carnevale, Ed. Sansoni.
- The peculiar evolutionary behaviour of Population III stars, 2000, in Weiss A., Abel T., Hill V. (eds.) The First Stars, Springer Verlag Ed.
- L'astrofisica stellare, 2002, Lezione Galileiana Università di Pisa, in Nuncius, XVII, 423, 	Museo Storia della Scienza, Firenze.

#### Articoli, discussioni e divulgazioni
Le pubblicazioni di cui Vittorio Castellani è stato autore o coautore sono molte. Qui vengono riportate alcune delle più rilevanti. Per una lista più completa e accademica, si rimanda al link esterno curato dall'organizzazione Semantic Scholar.
- Un male oscuro chiamato astrologia, 1977, in Giornale di Astronomia, 3, p. 47.
- Lo studio del "come" e la ricerca del "perché", 1979, in L'Astronomia.
- Sotto i cieli del Celeste Impero, 1984, in L'Astronomia, 30, p. 16.
- L'unico mondo possibile?, 1984, in L'Astronomia, 38, p. 22.
- Le trame concettuali dell'Astrofisica, 1985, in Le trame concettuali delle discipline 	scientifiche, ed. La Nuova Italia.
- Università, Ricerca e Cultura, 1989, in Giornale di Astronomia, 4, n. 3, p.2.
- Da Galileo Galilei all'umanesimo scientifico, 1993, in Lettera dall'Italia, 29, Istituto 	dell'Enciclopedia Italiana, p. 65.
- Principio antropico e leggende metropolitane: cronache stellari da un universo a doppia gravità, 1999, (con Degl'Innocenti S.), in Giornale di Astronomia 4, 3.
- Nel Cosmo, oltre il finito: la conquista dell'universo?, 2004, in 2001 Odissea dell'uomo, 	Besa ed., Nardò.

### Speleologia e archeologia

#### Libri
- Vittorio Castellani, Quando il mare sommerse l'Europa, Torino, Anake Edizioni, 1999,  p. 159, ISBN 978-88-7325-089-0.
- Vittorio Castellani, Civiltà dell'Acqua, Roma, Editorial Service System, 2000,  p. 254.
- Roberto Bixio, Vittorio Castellani e Claudio Succhiarelli, Cappadocia: le città sotterranee, Roma, Istituto Poligrafico e Zecca dello Stato, 2002,  p. 319, Bibcode:1007517, ISBN 88-240-3523-X.
- Luigi Casciotti e Vittorio Castellani, Opera Ipogea, 2: L'antico acquedotto delle Cannucceta, Genova, Erga Ed., 2001,  p. 136, ISBN 88-8163-269-1, ISSN 1970-9692 (WC · ACNP).
- Roberto Bixio, Vittoria Caloi, Vittorio Castellani e Mauro Traverso, Ani 2004, British Archeological Reports (BAR), 31 dicembre 2009,  p. 198, ISBN 978-1-4073-0424-3.[5]
- Roberto Bixio, Vittorio Castellani, Andrea De Pascale, Mauro Traverso, Jérôme Triolet, e Laurent Triolet, Cappadocia: Records of the underground sites - Schede dei siti sotterranei, Oxford, British Archeological Reports (BAR), 2012,  p. 285, ISBN 1-4073-1011-9.[5]

#### Pubblicazioni
Le pubblicazioni che Vittorio Castellani ha prodotto, o a cui ha partecipato, superano il centinaio. Qui riportate sono alcune delle più rilevanti. Per una lista più dettagliata si rimanda alla sezione dedicata sua bibliografia speleologica Archiviato il 21 marzo 2019 in Internet Archive. curata dal link esterno di speleologia italiana "EGERIA - Centro Ricerche Sotterranee" Archiviato il 25 agosto 2017 in Internet Archive.
- Evidence for karstic mechanisms involved in the evolution of Moroccon hamadas, 1986, (con Dragoni W.), in International Journal of Speleology, 15, n.1/4,  pp. 57-71.
- Contribution to the history of underground structures:  ancient roman tunnels in central Italy, 1990, (con Dragoni W.),  International Symposium Uniq. Underground Structures, Denver, Colorado, R.S.Sinha Editor.
- Opere arcaiche per il controllo del territorio:  gli emissari artificiali dei laghi albani, 1992,  (con Dragoni W.), in: Gli Etruschi maestri di idraulica,  pp.43-60, Electa ed., Perugia.
- Evidences for hydrogeological planning in ancient Cappadocia, 1994, in Journal of Ancient Topography, 3,  pp. 207.
- From ancient Qanats to present 'Rhettaras' in the oases of Moroccan Sahara, 1995, UNESCO International Symposium proper Uses of natural Resources, Matera.
- I "Rhettara" del Tafilat, 1997, Atti XVII Congresso Nazionale di Speleologia, Castelnuovo di Garfagnana, 1994, Vol. 1, pp. 349-354.
- Ricognizione al Sese grande di Pantelleria, 1999, in Documenti Missione Archeologica a Pantelleria, Università di Bologna.
- Appunti e considerazioni sul sito di Khor Rhori (Oman, Dhofar: regione di Salalah, 2000, in Documenti Missione Archeologica, Università di Pisa.
- Analisi strutturale degli acquedotti di S. Maria della Stella (Gravina in Puglia), 2000, in AA.VV., Il Parco della Pietra e dell'Acqua (campagne 1996-1998), Consorzio Sidin/UNESCO, Comune di Gravina in Puglia (Bari), pp. 235-240.
- Matera e Gravina: Indagini speleologiche sulle strutture sotterranee artificiali delle murge, 1999, in Opera Ipogea[7]
- L'emissario di Nemi (Roma - Lazio): aggiornamenti topografici, 2000, in Opera Ipogea[7]
- Un'indagine preliminare sui resti grafici nel condotto dell'acquedotto di Palestrina (Roma - Lazio), 2000, in Opera Ipogea[7]
- Le cisterne come elemento di indagine per la storia del territorio: il caso di Pantelleria (Sicilia), 2001, in Opera Ipogea[7]
- Acqua, acquedotti e qanāt, 2001, in Opera Ipogea, III, n. 2, pp. 25-32
- Nemi - nuove evidenze per l'antica storia dell'Emissario nemorense (Roma - Lazio), 2002, in Opera Ipogea[7]
- Colli Albani: opere arcaiche di controllo e regolazione delle acque, In: La fontana arcaica di Tusculum, 2003, J. Rivera Blanco & X. Dupré Raventos Editors, Universidad de Valladolid, pp. 57.
- L'emissario del lago di Nemi. Indagine topografico-strutturale (Roma - Lazio), 2003, in Opera Ipogea[7]
- Cappadocia sotterranea - schede catastali (I) La provincia di Aksaray (Turchia), 2004, in Opera Ipogea[7]
- Considerazioni sulla regolazione delle acque in epoca antica nell'area dei Colli Albani, 2005, (con Bersani P.) in Geologia Tecnica & Ambientale n.1/2005
- The underground settlements of Ani. Survey 2004 of Centre for Underground Studies in the archeological site o the medieval capital of Armenia, 2013, (con Bixio R., Caloi V., Traverso M.), Collection of reports of International Conference "Ani as Political and Civilization Centre of Medieval Armenia", 15-17 november 2011, National Academy of Sciences - Republic of Armenia, Erevan, pp. 166-168.